# Cayo Belicio Natal Tebaniano
Cayo o Gayo Belicio Natal Tebaniano  fue un senador romano de finales del siglo I, que desarrolló su carrera política bajo los imperios de Vespasiano, Tito y Domiciano.

## Orígenes y carrera pública
Natural de Pisa (Italia), era hijo adoptivo de Cayo Belicio Natal,  ordinarius en 68, bajo Nerón. Fue consul suffectus entre mayo y agosto de 87, bajo Domiciano, y miembro del colegio sodales Flaviales y, tal vez, del de los quindecemviri sacris faciundis, lo que conocemos gracias a su sarcófago, conservado en su lugar de origen.

## Descendencia
Su hijos fueron Belicio Tebaniano, consul suffectus en 118, y Cayo Belicio Flaco Torcuato Tebaniano, consul ordinarius en 124, ambos bajo Adriano.